# R-77
R-77 lub RWW-AE – rosyjski pocisk rakietowy przeznaczony do zwalczania celów powietrznych na średnich dystansach, zdolny do prowadzenia walki BVR (włączając w to pociski rakietowe klasy powietrze-powietrze i ziemia-powietrze, oraz pociski manewrujące), naprowadzany bezwładnościowym systemem INS z korekcją radiową, a w końcowej fazie aktywnym systemem radiolokacyjnym. Na Zachodzie pocisk ten jest nazywany AMRAAMski ze względu na podobne parametry i przeznaczenie jak amerykański AIM-120 AMRAAM. W nomenklaturze NATO pocisk nosi oznaczenie AA-12 Adder (ang. żmija).

## Historia
Opracowanie pocisku R-77 rozpoczęto w 1982 roku w zakładach GosMBK „Wympieł” (ГосМКБ «Вымпел»), a pierwsze odpalenie pocisku nastąpiło w 1984 roku. Nieoficjalnie i w małych ilościach R-77 wszedł do uzbrojenia wkrótce potem, ale jego masowa produkcja rozpoczęła się dopiero w 1993 roku. Po raz pierwszy makieta pocisku została zaprezentowana publicznie podczas MosAeroshow w 1992 roku, a po raz kolejny na salonie lotniczym MAKS 95. Obecnie R-77 jest prezentowany na wystawach statycznych obok przenoszących je maszyn na wielu imprezach lotniczych na całym świecie.
Ministerstwo Obrony Federacji Rosyjskiej zamówiło w 2020 roku zmodernizowane rakiety R-77-1 za 65 miliardów RUB.

## Konstrukcja pocisku R-77
Pocisk R-77 posiada znajdujące się w połowie długości kadłuba trapezowe stateczniki, oraz zamontowane w tylnej części, unikalnej konstrukcji powierzchnie sterowe w kształcie kratownic, podobne jak zastosowane w pocisku balistycznym R-400.
Odpalenie pocisku odbywa się po załadowaniu z systemów samolotu-nosiciela danych o celu, jego kursie i prędkości. Podczas początkowej fazy lotu R-77 jest naprowadzany przy pomocy bezwładnościowego systemu nawigacyjnego z korekcją kursu drogą radiową z samolotu-nosiciela na podstawie danych z radaru pokładowego. W odległości około 16–20 km od celu uruchamia się aktywna głowica radiolokacyjna systemu naprowadzania pocisku o kącie przeszukiwania wynoszącym 90°. W przypadku ataku na dystans krótszy niż 20 km, system bezwładnościowy nie jest uruchamiany, a naprowadzanie na cel odbywa się od razu przy pomocy aktywnej głowicy radiolokacyjnej. R-77 może atakować cele lecące z prędkością do 3600 km/h na pułapie od 20 do 30000 metrów.

## R-77P
W 1999 roku, ze względu na bardzo wysoką efektywność pocisku R-77 postanowiono zbudować jego wersję rozwojową, zdolną do osiągania wyższych prędkości i atakowania celów na większe odległości. Nowa wersja pocisku oznaczona jako R-77P (lub RWW-PD od ros. повышенной дальности – wydłużonego zasięgu) została dodatkowo wyposażona w silnik strumieniowy, który pełni funkcję silnika marszowego. Nowy pocisk będzie zdolny do przechwytywania celów na nieznacznie dłuższych dystansach dochodzących do 115 km (docelowo 150–175 km), ale jego prędkość wzrosła do 5 Ma.
Ze względu na dodanie drugiego silnika wzrosła do 225 kg masa pocisku, oraz o 200 mm jego długość.
Planuje się, że R-77P wejdzie na wyposażenie myśliwców następnej generacji, a jego docelowy zasięg 175 km.

## Platformy przenoszenia
Pociski R-77 znajdują się na uzbrojeniu samolotów takich jak Su-34, Su-35S, nowoczesne odmiany MiG-29, Su-30, MiG-31 oraz MiG-35. Będą stanowić uzbrojenie Su-57.
Prowadzone są B+R nad wersją pocisku odpalaną z platform naziemnych i nawodnych.